# Tilford (Royaume-Uni)
Pour les articles homonymes, voir Tilford.
Tilford est une paroisse civile et un village du Surrey, en Angleterre.